# Tri-ethylamine
Tri-ethylamine of TEA is een organische verbinding met als brutoformule C6H15N (doorgaans afgekort tot Et3N of TEA). In zuivere toestand is het een kleurloze tot lichtgele vloeistof met een karakteristieke indringende ammoniakale geur, die door sommigen als een 'sterke vislucht' wordt omschreven. Tri-ethylamine is mengbaar met water.
Tri-ethylamine wordt vaak gebruikt als base of als oplosmiddel bij organische syntheses. Het gebruik in deze context hangt samen met het feit dat tri-ethylamine het eenvoudigste tertiaire amine is dat bij een ruimer temperatuursbereik boven kamertemperatuur nog vloeibaar is (trimethylamine is een gas, dimethylethylamine is een vluchtige vloeistof). Soms wordt di-isopropylethylamine (Hünigs base) gebruikt als een iets minder vluchtige organische base. Tri-ethylamine vormt een bestanddeel van de geur van meidoorn.

## Synthese
Op industriële schaal wordt tri-ethylamine bereid door alkylering van ammoniak met ethanol:
{\displaystyle {\ce {NH3 + 3 C2H5OH -> (C2H5)3N + 3 H2O}}}
Deze reactie gaat door in de gasfase. In het laboratorium wordt tri-ethylamine gedroogd door het te destilleren over calciumhydride.

## Toepassingen
Tri-ethylamine wordt veel toegepast als organische base, vaak bij de bereiding van esters en amiden uit acylchloriden. Bij dergelijke reacties komt waterstofchloride vrij dat met tri-ethylamine combineert tot tri-ethylammoniumchloride, een hydrochloridezout:
{\displaystyle {\ce {N(C2H5)3 + HCl -> (C2H5)3NH^+ Cl^-}}}
Het verwijderen van het ontstane waterstofchloride is vaak een voorwaarde om de reactie volledig te laten verlopen, conform het principe van Le Chatelier.
Zoals andere tertiaire amines katalyseert tri-ethylamine de vorming van polyurethaanschuim en epoxyharsen. Daarnaast vindt het toepassing in onder andere dehydrohalogeneringreacties, de Swern-oxidatie, de Kornblum-oxidatie en de Sonogashira-koppeling.
Tri-ethylamine wordt makkelijk gealkyleerd met halogeenalkanen, waarbij de corresponderende quaternair ammoniumzout ontstaat:
{\displaystyle {\ce {N(C2H5)3 + RX -> (C2H5)3NR^+ X^-}}}
In de biologie wordt TEA als actieve ingrediënt in FlyNap (slaapmiddel voor Drosophila melanogaster) gebruikt.

## Toxicologie en veiligheid
Tri-ethylamine is een corrosieve en giftige vloeistof. Contact met tri-ethylamine kan leiden tot hoesten, ademhalingsmoeilijkheden en hoofdpijn. Na contact met de huid kan huidirritatie ontstaan, al of niet gevolgd door het ontstaan van brandwonden. Blootstelling aan de zuivere vloeistof kan leiden tot opname door de huid, met zeer ernstige gezondheidsrisico's tot gevolg. Contact met de ogen kan leiden tot irritatie en troebel zicht.
Mengsels met lucht zijn explosief als ze tussen 1,2 en 8 volumeprocent aan tri-ethylamine bevatten.